# Orliénas
Orliénas es una comuna francesa situada en el departamento del Ródano, de la región de Auvernia-Ródano-Alpes.

## Geografía
Está situada a 17 kilómetros en el suroeste de Lyon y a 6 kilómetros en el noreste de Mornant.